# بیماری‌های آمیزشی

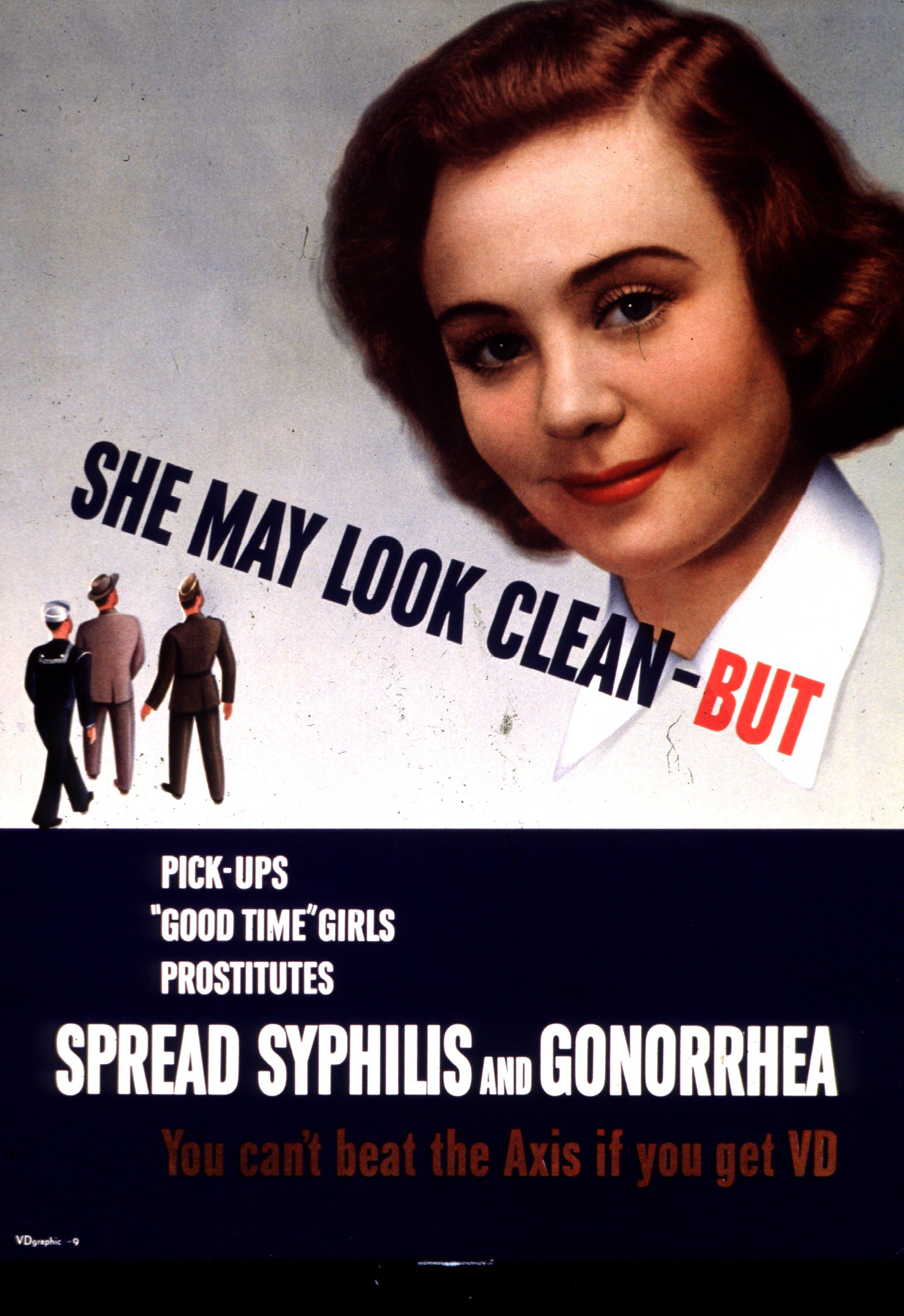
پوستر تبلیغاتی ایالات متحده در زمان جنگ جهانی دوم به میهن‌پرستی سربازان و ملوانان متوسل شده تا از آنها بخواهد از خودشان مراقبت کنند. در انتهای پوستر نوشته: «شما اگر بیماری مقاربتی بگیرید نمی‌توانید متحدین را شکست دهید.» از تصویر زنان برای چشمگیر کردن بسیاری از پوسترهای بیماریهای آمیزشی استفاده می‌شده‌است.

بیماری‌های آمیزشی یا عفونت‌های منتقلهٔ آمیزشی (به انگلیسی: sexually transmitted disease (STD)) یا (به انگلیسی: venereal disease (VD)) نامی کلی برای بیماری‌های گوناگونی است که از طریق انواع روش‌های آمیزش جنسی (آمیزش جنسی دهانی، مهبلی، مقعدی) انتقال پیدا می‌کنند. برخی از این بیماری‌ها از روش‌های غیرجنسی نیز منتقل می‌شوند. از طریق سوزن مشترک در معتادان به مواد مخدر تزریقی یا در زایمان و شیردهی. برخی از این بیماری‌ها علائم و نشانه دارند و برخی نشانه‌ای نداشته و مدتی نهفته می‌مانند اما به دیگران منتقل می‌شوند.

## عوامل و بیماری‌ها

### انتقال
خطرات و احتمالات انتقال بیماری‌های آمیزشی به‌طور خلاصه در جدول زیر آورده شده‌اند:
| احتمال انتقال از شخص بیمار در روش‌های نزدیکی مختلف | احتمال انتقال از شخص بیمار در روش‌های نزدیکی مختلف | احتمال انتقال از شخص بیمار در روش‌های نزدیکی مختلف          | احتمال انتقال از شخص بیمار در روش‌های نزدیکی مختلف |
| ------------------------------------------------- | --- | ---------------------------------------------------------- | ------------------------------------------------- |
|                                                   | احتمال‌های شناخته‌شده | امکان‌پذیر                                                  |                                                   |
| آمیزش دهانی با مرد                                | - کلامیدیا تراکوماتیس - سوزاک (۲۵–۳۰٪) - تب‌خال (نادر) - ویروس پاپیلوم انسانی - سیفلیس (۱٪) | - هپاتیت ب (کم‌خطر) - اچ‌آی‌وی (۰٫۰۱٪) - هپاتیت سی (ناشناخته) |                                                   |
| آمیزش دهانی با زن                                 | - تب‌خال - ویروس پاپیلوم انسانی | - سوزاک - کلامیدیا تراکوماتیس                              |                                                   |
| انجام آمیزش دهانی توسط مرد                        | - کلامیدیا تراکوماتیس - سوزاک - تب‌خال - سیفلیس (۱٪) | - ویروس پاپیلوم انسانی                                     |                                                   |
| انجام آمیزش دهانی توسط زن                         | - تب‌خال | - ویروس پاپیلوم انسانی - واژینوز باکتریال - سوزاک          |                                                   |
| آمیزش واژنی (مرد)                                 | - کلامیدیا تراکوماتیس (۳۰–۵۰٪) - شپش عانه - جرب - سوزاک (۲۲٪) - هپاتیت ب - تب‌خال (۰٫۰۷٪ برای ویروس هرپس سیمپلکس) - اچ‌آی‌وی (۰٫۰۵٪) - ویروس پاپیلوم انسانی (حدود ۴۰–۵۰٪) - سیفلیس - تریکومونیازیس | - هپاتیت سی                                                |                                                   |
| آمیزش واژنی (زن)                                  | - کلامیدیا تراکوماتیس (۳۰–۵۰٪) - شپش عانه - جرب - سوزاک (۴۷٪) - هپاتیت ب (۵۰–۷۰٪) - تب‌خال - اچ‌آی‌وی (۰٫۱٪) - ویروس پاپیلوم انسانی ( ۴۰–۵۰٪) - سیفلیس - تریکومونیازیس                             | - هپاتیت سی                                                |                                                   |
| آمیزش مقعدی (فاعل)                                | - کلامیدیا تراکوماتیس - شپش عانه - جرب (۴۰٪) - سوزاک - هپاتیت ب - تب‌خال - اچ‌آی‌وی (۰٫۶۲٪) - ویروس پاپیلوم انسانی - سیفلیس (۱۴٪)                                                                  | - هپاتیت سی                                                |                                                   |
| آمیزش مقعدی (مفعول)                               | - کلامیدیا تراکوماتیس - شپش عانه - جرب - سوزاک - هپاتیت ب - تب‌خال - اچ‌آی‌وی (۱٫۷٪) - ویروس پاپیلوم انسانی - سیفلیس (۱٫۴٪)                                                                        | - هپاتیت سی                                                |                                                   |
| مقعدلیسی                                          | - آمیبیاز - کریپتوسپوریدیوسیس (۱٪) - ژیاردیاز - هپاتیت آ (۱٪) - شیگلوز (۱٪) | - ویروس پاپیلوم انسانی (۱٪)                                |                                                   |

### باکتری
- شانکروئید (هموفیلوس دوکرئی)
- کلامیدیا تراکوماتیس (کلامیدیا تراکوماتیس)
- سوزاک (نایسریا گونوره‌آ)
- گرانولوم مغبنی
- مایکوپلاسما ژنیتالیوم[۱۸]
- سیفلیس (ترپونما پالیدوم)
- واژینوز باکتریال

### قارچ
- کاندیدیاز

### ویروس
- هپاتیت ویروسی (ویروس هپاتیت بی): بزاق و ترشحات جنسی.
(هپاتیت سی به ندرت به شکل آمیزش منتقل می‌شود)[۱۹]
- تب‌خال (ویروس هرپس سیمپلکس ۱ و ۲)
- اچ‌آی‌وی
- ویروس پاپیلوم انسانی
- زگیل آبکی

### تظاهرات بیماری‌ها
بیماری‌های مقاربتی (STDs) یا منتقله از راه جنسی یا آمیزشی را بر اساس تظاهرات عمدهٔ اولیه (موضعی) می‌توان به سه گروه تقسیم کرد:
1. زخم‌های تناسلی مانند عفونت هرپس تناسلی (تبخال تناسلی)، سیفلیس، شانکروئید (آتشک)، لنفوگرانولوم ونروم، گرانولوم اینگوینال (به علت کلامیدیا)، کوندیلوما آکومیناتوم (زگیل تناسلی)
2. التهاب پیشاب‌راه، عفونت گردن رحم و بیماری‌های التهابی لگن مانند سوزاک (گنوره)، کلامیدیا تراکوماتیس، تریکوموناس واژینالیس و اوروپلاسما اورولیتیکوم
3. عفونت واژن مانند کاندیدا آلبیکنس، تریکوموناس واژینالیس و گاردنلا واژینالیس

برخی از بیماری‌های منتقله از راه جنسی مانند ایدز و هپاتیت تظاهرات موضعی خاصی ندارند. برخی از این بیماری‌ها عامل غیرمیکروبی دارند مثلاً قارچ تنیا کروریس یا حشره جرب (گال) و شپش عانه.

## روش‌های پیشگیری و درمان
مهم‌ترین راه برای پیشگیری در رابطهٔ جنسی، استفاده از کاندوم است اما این احتمال صفر نمی‌شود و امکان تماس با زگیل‌ها و تبخال‌های تناسلی هنوز وجود دارد. بهترین راه، چکاپ منظم توسط پزشک است و بهتر است در حین درمان از رابطهٔ جنسی پرهیز شود.
درمان بیماری‌های باکتریایی این گروه اصولاً درمان آنتی‌بیوتیکی است که متناسب با عامل بیماری‌زا است. بیماری‌های قارچی، ویروسی یا انگلی درمان خاص خود را دارند.